# Ophrys heldreichii
Ophrys heldreichii, deutsch auch Heldreichs Ragwurz genannt, ist eine Art der Gattung Ragwurzen (Ophrys) in der Familie der Orchideengewächse (Orchidaceae). Die Eigenständigkeit der Art wird teilweise nicht anerkannt, da sie mit Ophrys scolopax nah verwandt ist. Sie wird von manchen Autoren zur Unterart von Ophrys scolopax gestellt: Ophrys scolopax subsp. heldreichii (Schltr.) E.Nelson.

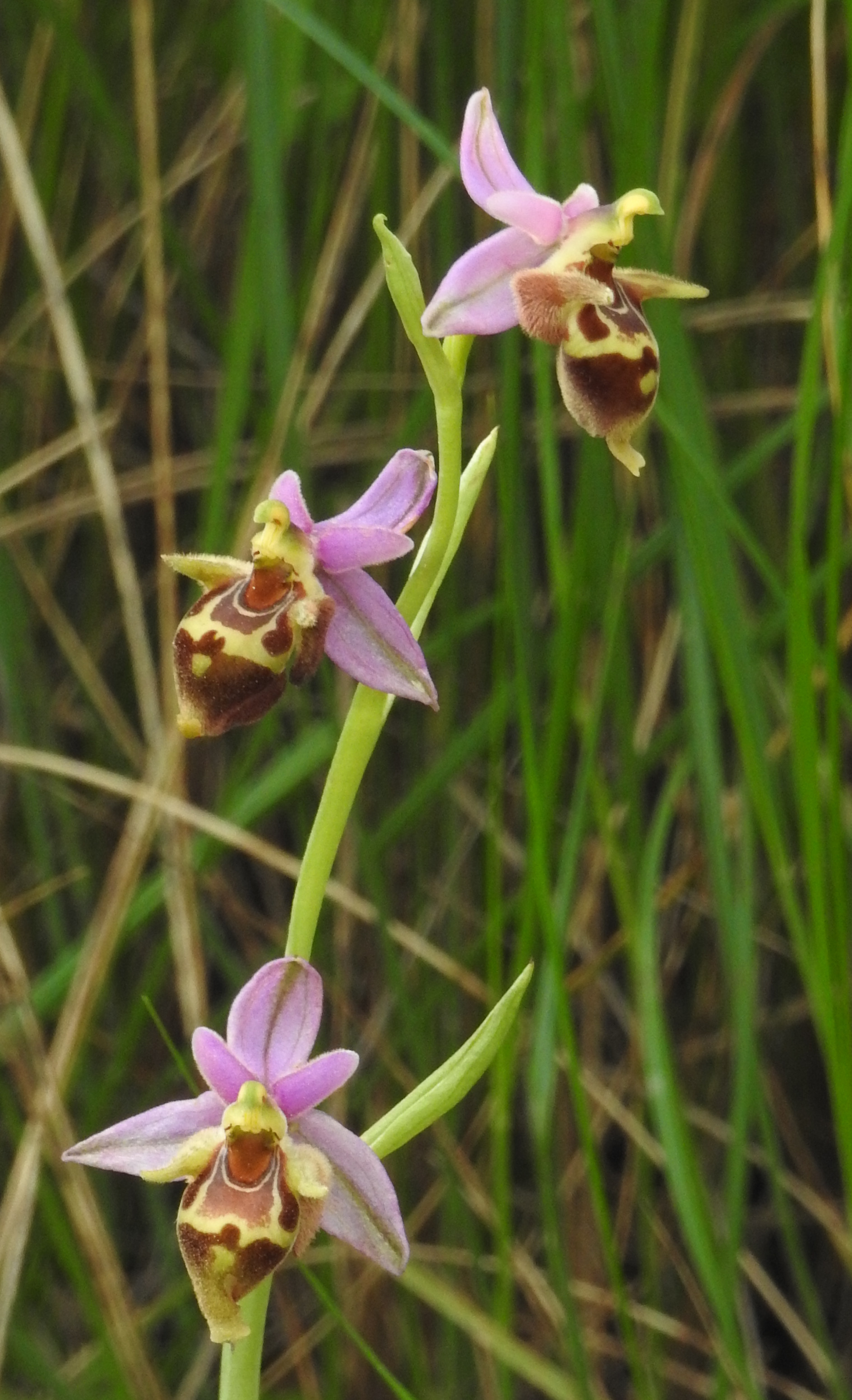
Heldreichs Ragwurz (Ophrys heldreichii) auf Kreta

## Merkmale
Ophrys heldreichii ist ein ausdauernder Knollen-Geophyt, der Wuchshöhen von 10 bis 65 cm erreicht. Die Kelchblätter sind zumeist intensiv rosa. Die seitlichen Kronblätter überlappen sich oft am Grund. Die Lippe misst 13 bis 16 × 15 bis 18 mm. Ihr Anhängsel ist nach vorn gebogen, oft mehrzähnig und 2,5 bis 5 mm lang. Der Mittellappen ist kastanienbraun und sehr stark gewölbt, so dass sich die Seitenränder unten berühren. Das Mal ist bräunlich violett, oft H-förmig und umschließt latzartig das orangebraune Basalfeld. Das Mal ist umgeben von einem gelblichweißen Rand, der sich unregelmäßig verzweigt und ausgedehnte Muster bilden kann. Die Höcker der dicht behaarten Seitenlappen sind hornförmig verlängert.
Die Blütezeit reicht von März bis Mai, selten beginnt sie bereits im Februar.

## Ökologie
Als Bestäuber wurde die Langhornbiene Synhalonia rufa beobachtet.

## Vorkommen
Das Verbreitungsgebiet erstreckt sich über die Ägäis und Anatolien. Auf Kreta wächst Ophrys heldreichii in lichten Wäldern, Gebüschen, Grasfluren, Weiden, Phrygana, Ödland und Kulturterrassen in Höhenlagen von 0 bis 1200 m. Meist ist sie auf frischen Böden zu finden.

## Taxonomie und Systematik
Heldreichs Ragwurz wurde 1923 von Rudolf Schlechter in Repertorium Specierum Novarum Regni Vegetabilis Band 19, Seite 46 als Ophrys heldreichii erstbeschrieben. Synonyme sind Ophrys cornuta subsp. heldreichii (Schltr.) Renz, Ophrys oestrifera subsp. heldreichii (Schltr.) Soó, Ophrys scolopax subsp. heldreichii (Schltr.) E. Nelson.
Man kann drei Unterarten unterscheiden:
- Kalypso-Ragwurz (Ophrys heldreichii subsp. calypsus (M.Hirth & H.Spaeth) Kreutz, Syn.: Ophrys calypsus M.Hirth & H.Spaeth): Sie kommt auf den ostägäischen Inseln Kos, Leipsoi und Rhodos in Höhenlagen von 0 bis 60 Meter Meereshöhe vor.[5]
- Heldreichs Ragwurz i. e. S. (Ophrys heldreichii subsp. heldreichii): Sie kommt von der dalmatinischen Insel Hvar, in Griechenland und Kreta in Höhenlagen zwischen 0 und 1200 Metern Meereshöhe vor.[5]
- Kleinblütige Heldreich-Ragwurz (Ophrys heldreichii subsp. pusilla B.Baumann & H.Baumann): Sie kommt auf Karpathos, Rhodos, Samos und Lesbos in Meereshöhen von 0 bis 400 Metern vor.[5]